# Tessère de Zirka
Zirka Tessera
Pour les articles homonymes, voir Zirka.
La tessère de Zirka (désignation internationale : Zirka Tessera) est un terrain polygonal situé sur Vénus dans un quadrangle inconnu. Il a été nommé en référence à Zirka, déesse biélorusse du bonheur.